# لارنس وشلر
لارنس وشلر (انگلیسی: Lawrence Weschler؛ زادهٔ ۱۹۵۲ (۷۲–۷۳ سال)) نویسنده اهل ون نایز، لس آنجلس، ایالات متحده آمریکا است.
وی همچنین برندهٔ جوایزی همچون کمک‌هزینه گوگنهایم شده است.